# 吕尔
吕尔（法語：Lure，法語發音：[lyʁ] ⓘ），法国东北部城市，勃艮第-弗朗什-孔泰大区上索恩省的一个市镇，也是该省的一个副省会，下辖吕尔区，其市镇面积为24.31平方公里，2022年1月1日时人口数量为7912人，是上索恩省人口第三多的市镇，仅次于省会沃苏勒和工业城市埃里库尔，在所有法国城市中排名第1,272位。
吕尔位于上索恩省东部，是该省唯一的副省会城市，因当地的修道院而闻名，19世纪末曾为重要的工业城市及能源转运站，有两条铁路线在此交汇。
法国足球运动员罗曼·哈穆马及前中国国家足球队教练艾倫·佩連出生于吕尔。

## 地名来源

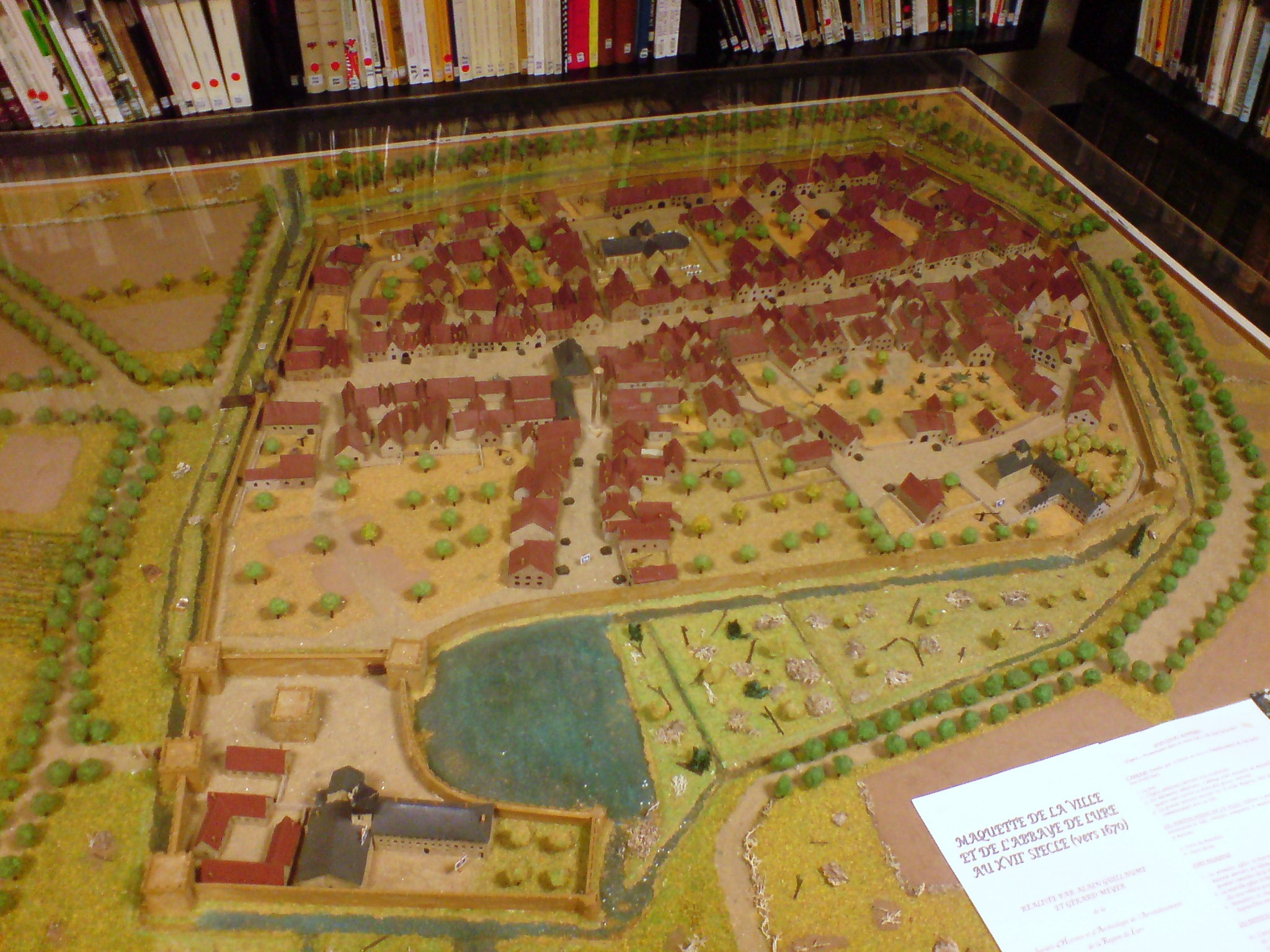
17世纪末的吕尔城市沙盘

“吕尔”一名的拉丁语形式最初出现于公元9世纪在亚琛主教的手记内，后在《凡尔登条约》中被提及，中世纪末期基本形成其现代形式。

## 历史
吕尔历史悠久，当地曾发掘出高卢时期的人类活动器具，但缺乏相关记载。公元610年，聖高隆邦在此修建小礼拜堂，后成为一个修道院。中世纪时，吕尔几经易主，12世纪时成为蒙贝利亚尔亲王国的领地。1556年，吕尔修道院与米尔巴克修道院联合，扩大了这一地区的政治影响力。《尼美根条约》签订后，吕尔所在的弗朗什-孔泰划归法兰西王国，法国大革命结束后则成为上索恩省的一个副省会。工业革命时期，吕尔以北的孚日山区发现煤炭资源，吕尔一度成为重要的工业城市和交通枢纽。两次世界大战都对吕尔市区造成了一定程度的破坏。2015年，时任法国总统的弗朗索瓦·奥朗德曾宣布在吕尔新建一处大型监狱，但最终因当地官员和民众的反对而被放弃。

## 地理

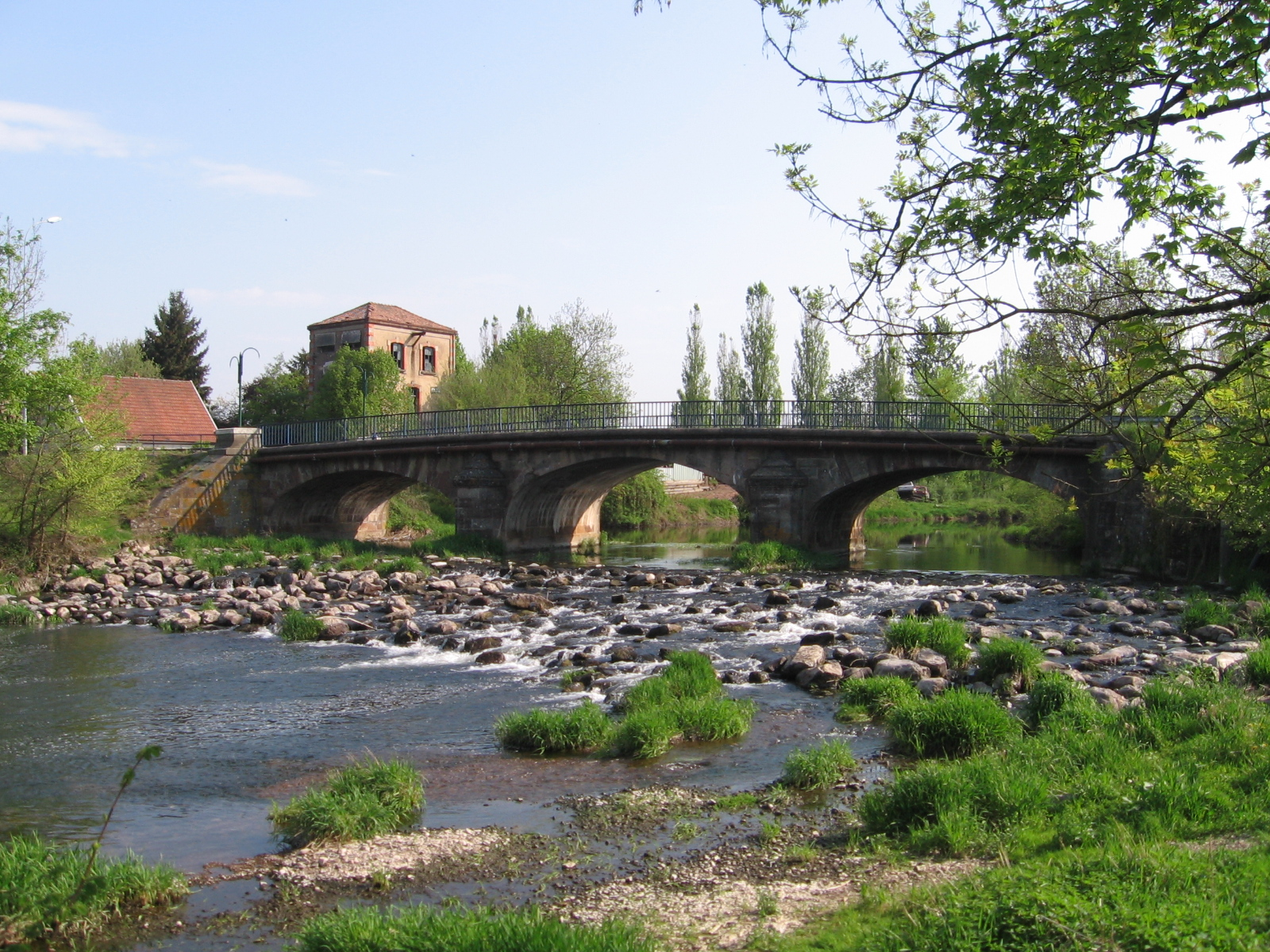
奥尼翁河吕尔段

吕尔位于法国东北部，勃艮第-弗朗什-孔泰大区东北部和上索恩省东部，距离省会沃苏勒大约30公里，距离大区首府第戎大约139公里。与吕尔接壤的市镇包括：弗朗什韦勒、布昂莱吕尔、弗鲁瓦德泰尔、弗罗泰莱吕尔、马尼韦尔努瓦、莫方和瓦什雷斯、凯尔、鲁瓦、圣日耳曼、武南。

### 地形
吕尔位于孚日山南麓外缘的冲积平原之上，境内地势平坦，部分区域略有起伏，全境海拔在284到353米之间。

### 水文
奥尼翁河和雷涅河分别流经市区东部和西部，均为杜河的支流，属于罗讷河流域。此外，吕尔境内还有多处天然水塘，其中部分经人工改造后成为了城市绿地公园。

### 气候
吕尔在柯本气候分类法中属于温带海洋性气候，但因距离海岸线相对较远，且靠近孚日山区，故由带有一定的大陆及山地特征。
距离吕尔最近的气象站位于吕克瑟伊莱班境内，距离吕尔市区以北大约20公里，以下为该气象站的数据：
| 吕克瑟伊莱班1981年－2019年 | 吕克瑟伊莱班1981年－2019年 | 吕克瑟伊莱班1981年－2019年 | 吕克瑟伊莱班1981年－2019年 | 吕克瑟伊莱班1981年－2019年 | 吕克瑟伊莱班1981年－2019年 | 吕克瑟伊莱班1981年－2019年 | 吕克瑟伊莱班1981年－2019年 | 吕克瑟伊莱班1981年－2019年 | 吕克瑟伊莱班1981年－2019年 | 吕克瑟伊莱班1981年－2019年 | 吕克瑟伊莱班1981年－2019年 | 吕克瑟伊莱班1981年－2019年 | 吕克瑟伊莱班1981年－2019年 |
| 月份                       | 1月                        | 2月                        | 3月                        | 4月                        | 5月                        | 6月                        | 7月                        | 8月                        | 9月                        | 10月                       | 11月                       | 12月                       | 全年                       |
| -------------------------- | -------------------------- | -------------------------- | -------------------------- | -------------------------- | -------------------------- | -------------------------- | -------------------------- | -------------------------- | -------------------------- | -------------------------- | -------------------------- | -------------------------- | -------------------------- |
| 历史最高温 °C（°F）        | 17.2 (63.0)                | 22.5 (72.5)                | 25 (77)                    | 29 (84)                    | 31.8 (89.2)                | 37.3 (99.1)                | 38.9 (102.0)               | 38.5 (101.3)               | 34 (93)                    | 29.2 (84.6)                | 23.5 (74.3)                | 20 (68)                    | 38.9 (102.0)               |
| 平均高温 °C（°F）          | 5.1 (41.2)                 | 7 (45)                     | 11.6 (52.9)                | 15.6 (60.1)                | 20 (68)                    | 23.3 (73.9)                | 25.7 (78.3)                | 25.4 (77.7)                | 21 (70)                    | 16 (61)                    | 9.5 (49.1)                 | 5.6 (42.1)                 | 15.5 (59.9)                |
| 日均气温 °C（°F）          | 1.6 (34.9)                 | 2.6 (36.7)                 | 6.4 (43.5)                 | 9.5 (49.1)                 | 13.9 (57.0)                | 17.2 (63.0)                | 19.4 (66.9)                | 19 (66)                    | 15.2 (59.4)                | 11.1 (52.0)                | 5.6 (42.1)                 | 2.5 (36.5)                 | 10.3 (50.5)                |
| 平均低温 °C（°F）          | −1.9 (28.6)                | −1.8 (28.8)                | 1.1 (34.0)                 | 3.5 (38.3)                 | 7.9 (46.2)                 | 11.1 (52.0)                | 13.1 (55.6)                | 12.6 (54.7)                | 9.4 (48.9)                 | 6.2 (43.2)                 | 1.7 (35.1)                 | −0.7 (30.7)                | 5.2 (41.4)                 |
| 历史最低温 °C（°F）        | −25.9 (−14.6)              | −25.4 (−13.7)              | −20.2 (−4.4)               | −7.2 (19.0)                | −5.6 (21.9)                | −0.1 (31.8)                | 0 (32)                     | 0.2 (32.4)                 | −3 (27)                    | −8.2 (17.2)                | −13.6 (7.5)                | −22.8 (−9.0)               | −25.9 (−14.6)              |
| 平均降水量 mm（）          | 84.9 (3.34)                | 74.7 (2.94)                | 79.2 (3.12)                | 73.1 (2.88)                | 97.9 (3.85)                | 88.3 (3.48)                | 86.6 (3.41)                | 79.1 (3.11)                | 89 (3.5)                   | 100.4 (3.95)               | 94.2 (3.71)                | 103.8 (4.09)               | 1,051.2 (41.39)            |
| 月均日照時數               | 72.5                       | 91.7                       | 140.6                      | 175.9                      | 203.9                      | 231                        | 240.9                      | 227.5                      | 172.2                      | 121.4                      | 67                         | 54.9                       | 1,799.5                    |
| 来源：infoclimat.fr        |                            |                            |                            |                            |                            |                            |                            |                            |                            |                            |                            |                            |                            |

## 行政区划
吕尔是法国勃艮第-弗朗什-孔泰大区上索恩省的一个市镇，编号为70310，它也是上索恩省的一个副省会。吕尔下辖吕尔区，管理吕尔第一县和第二县，同时也是吕尔地区市镇公共社区的办公驻地。
法国国家统计与经济研究所（简称）在进行数据统计时，将吕尔及相邻的另外两个市镇（马尼-韦尔努瓦和鲁瓦）设为吕尔城市核心区，并将包括核心区在内的周边共9个市镇划为吕尔城市区。同时，还将吕尔市镇分为了3个“块区”（IRIS），以便于统计人口分布情况。

## 交通

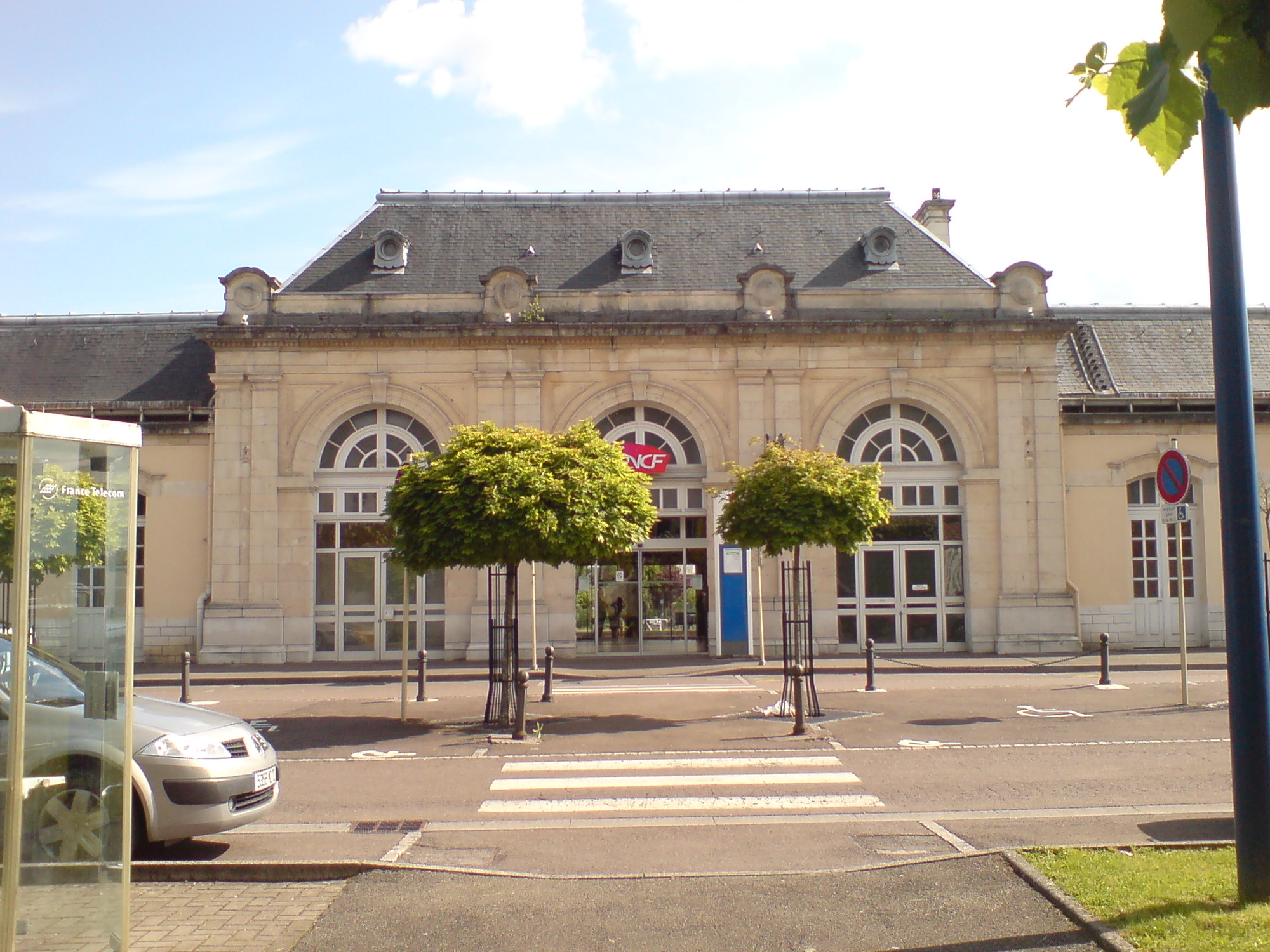
吕尔火车站

### 公路
法国国道N19线和多条上索恩省省道在吕尔境内交汇，勃艮第-弗朗什-孔泰大区城际客运系统开行前往吕克瑟伊莱班和埃里库尔的市际班车，同时有校车线路可前往周边部分市镇。
2016年，68.3%的吕尔家庭拥有至少一辆的私人汽车。2016年，吕尔境内共发生各类交通事故1起，造成1人受伤。

### 铁路
吕尔位于巴黎－米卢斯铁路和布兰维尔-达姆勒维耶尔－吕尔铁路的交汇点，吕尔火车站位于吕尔市区，该站停靠巴黎—米卢斯和贝尔福—埃皮纳勒/沃苏勒两条区域列车线路。

### 航空
距离吕尔最近的民用航空机场为巴塞尔-米卢斯-弗赖堡欧洲机场，车程约1.5小时。

### 城市公共交通
截至2020年5月，吕尔市区暂无城市公共交通。

## 政治

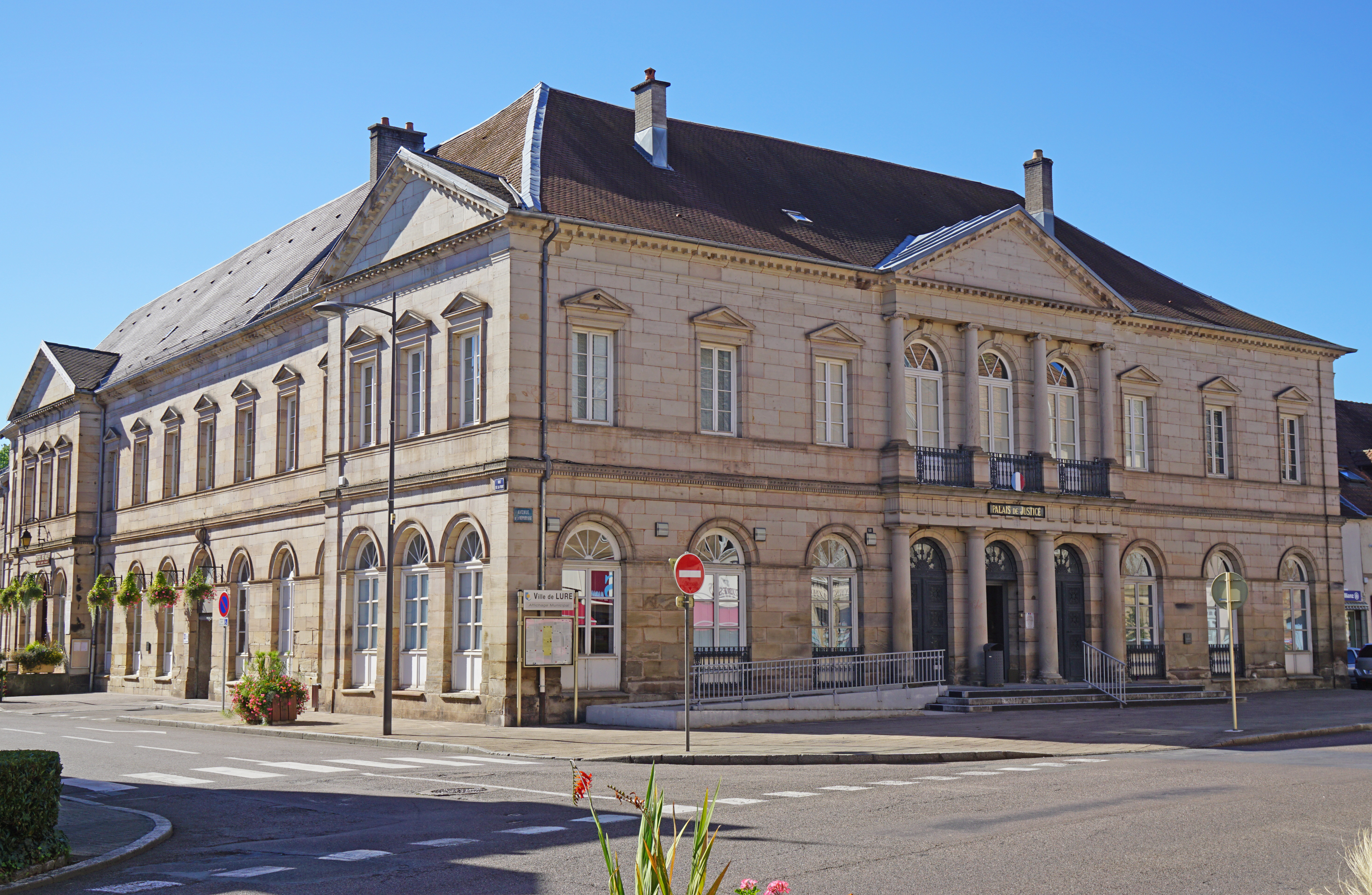
吕尔市政厅

吕尔的现任市长为埃里克·乌莱（Éric Houlley）先生，他是社会党的一名成员，在2014年的市政选举中获得了57.49%的支持率。
在2017年的法国总统大选中，法国第25任总统埃马纽埃尔·马克龙在吕尔获得了58.89%的支持率。
| 吕尔历届市长   |                   |                             |
| 任期           | 市长              | 党派                        |
| 1944年－1965年 | 乔治·佩克尼奥     | （不详）                    |
| 1965年－1971年 | 雅克·科多尼耶     | （不详）                    |
| 1971年－1983年 | 亨利·库尔图瓦     | PRG左派激進黨               |
| 1983年－1989年 | 让·赫兹           | PRG左派激進黨               |
| 1989年－1995年 | 吉勒·鲁瓦         | UDF法国民主联盟             |
| 1995年－2007年 | 米歇尔·费德施皮尔 | DVG左翼无党派人士 →PS社会党 |
| 2007年－       | 埃里克·乌莱       | PS社会党                    |

## 人口
2017年，吕尔市镇人口数量为8,207，在法国排名第1,272位。其中男性3,856人，女性4,391人，75岁及以上人口占9.9%，外籍人口数量为641人，人口密度为338人/平方公里，当地居民被称为（男性）或（女性）。2018年，吕尔境内出生82人，死亡人口108人。
| 年份   | 1936  | 1946  | 1954  | 1962  | 1968  | 1975  | 1982  | 1990  | 1999  | 2005  | 2010  | 2015  | 2017  |
| ------ | ----- | ----- | ----- | ----- | ----- | ----- | ----- | ----- | ----- | ----- | ----- | ----- | ----- |
| 人口數 | 5,970 | 5,722 | 6,723 | 6,408 | 7,415 | 8,639 | 9,130 | 8,843 | 8,727 | 8,337 | 8,325 | 8,253 | 8,207 |

## 经济

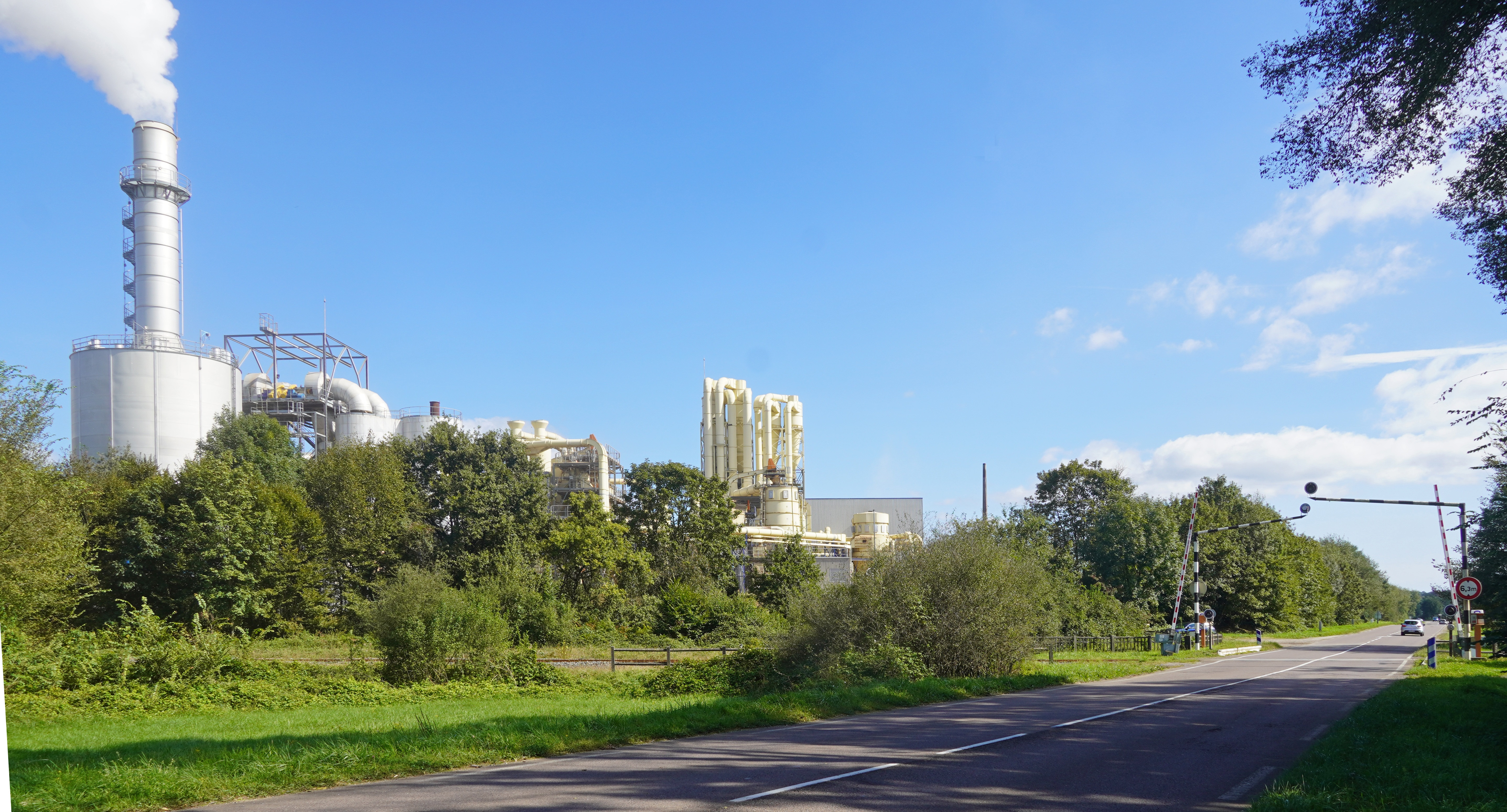
吕尔境内的一处工厂

吕尔是一个区域性的工商业城市，机械加工制造是当地的重要经济支柱，宜家在吕尔境内建有一处家具厂，后于2019年被法国企业P3G收购，为当地提供了数量可观的就业岗位。

## 财政收入
2018年，吕尔的财政收入总额为7,986,480欧元，财政支出总额为7,166,680欧元，当年的债务总额为7,364,150欧元。
2014年，吕尔的人均收入总额为2,368欧元，其中高职人员为4,221欧元，普通职员为1,751欧元。
2016年，吕尔境内的青壮年（15至64岁）失业率为20.3%，当地33.1%的家庭拥有纳税资格。

## 社会事务

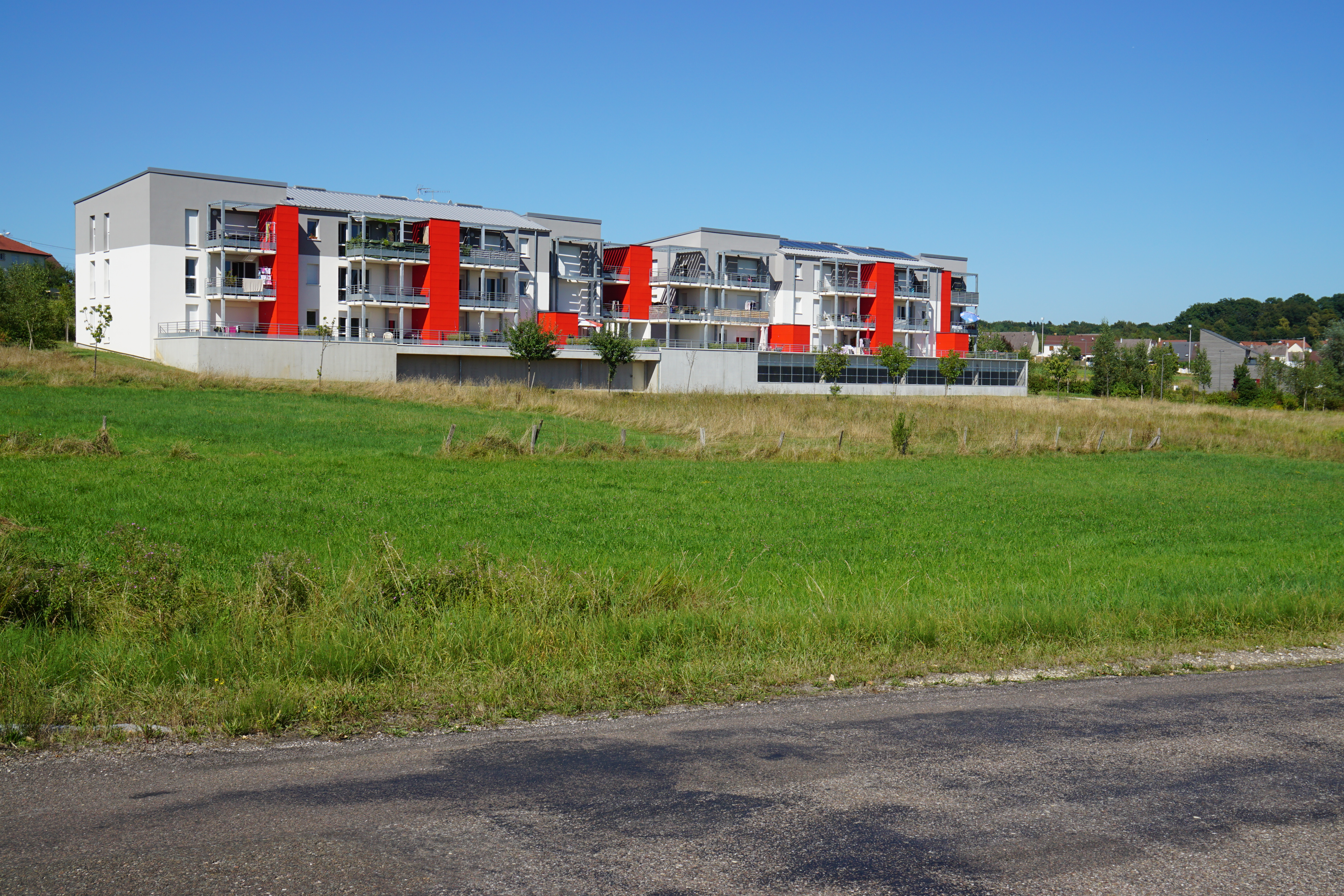
吕尔的一处现代民居

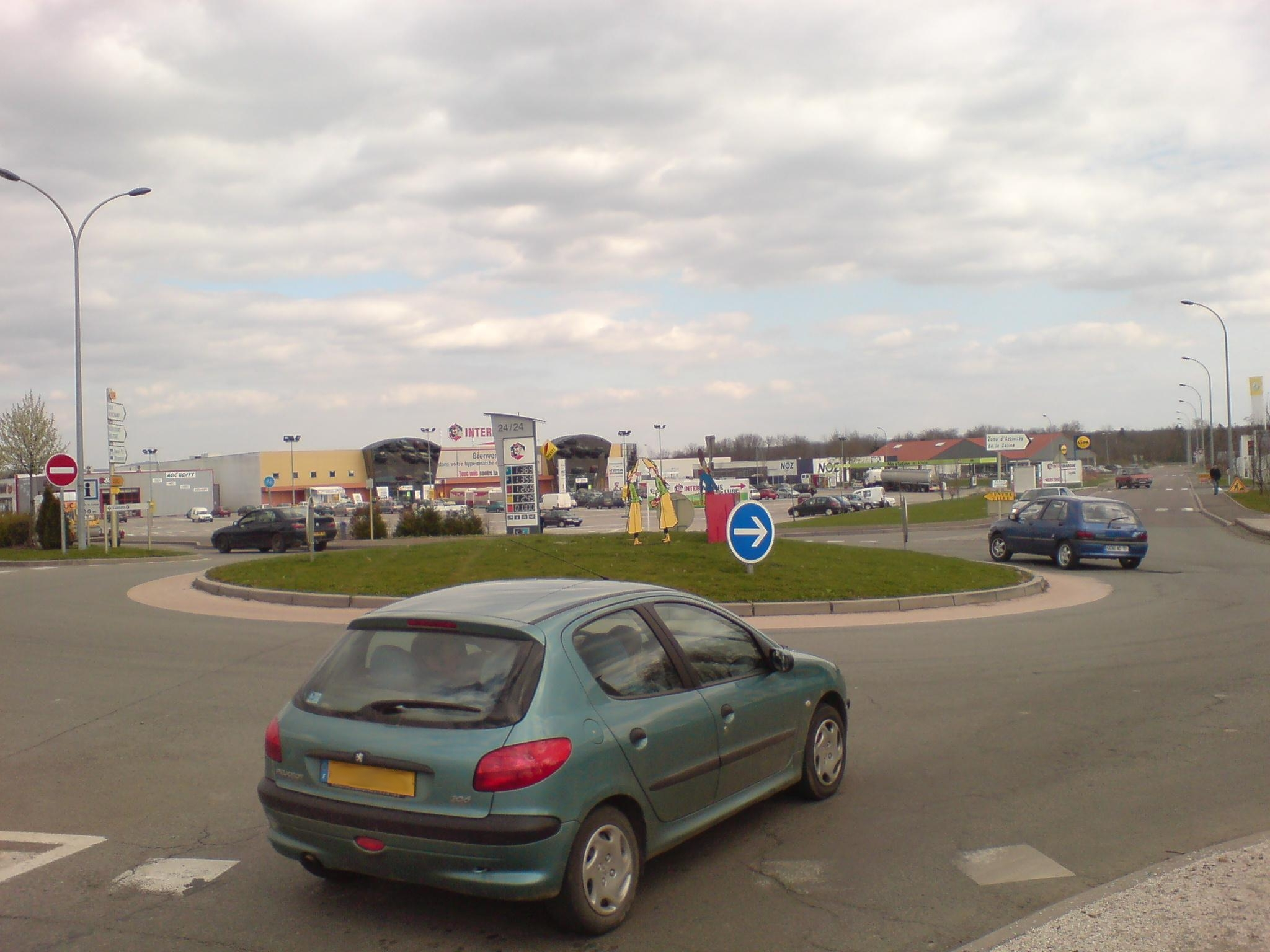
吕尔附近的商业街区

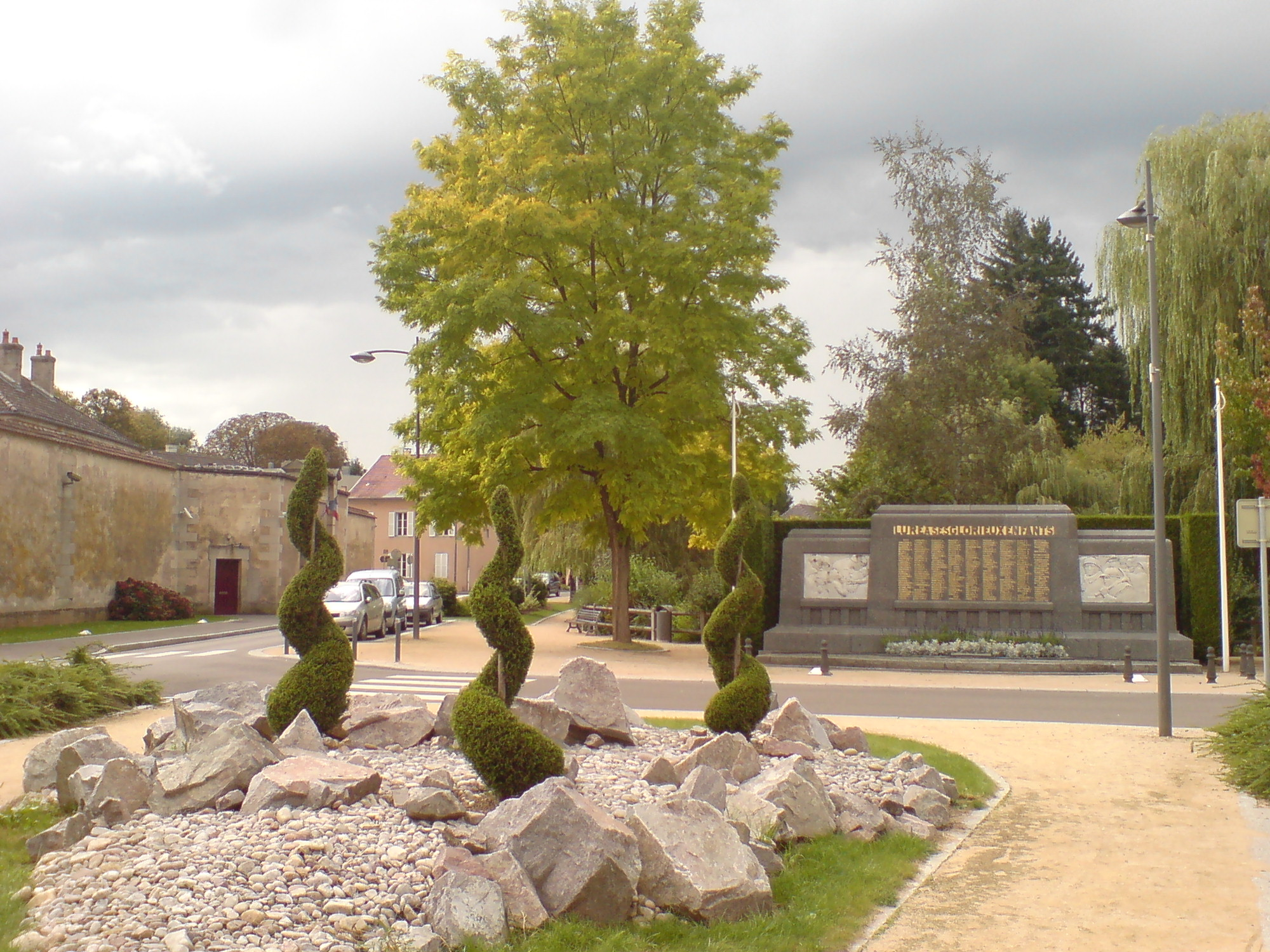
绿地花园

### 教育
吕尔属于贝桑松学区。截止2018年1月1日，吕尔境内共有4所幼儿园、5所小学、2所初级中学、1所普通高中和1所职业高中。2018至2019学年度，吕尔境内共有在校中小学生1,757名。

### 医疗
截止2018年1月1日，吕尔境内共有全科医生7名、保健师10名、牙医8名、护士9名、皮肤科医生1名、助产士2名和儿科医生1名，境内共有药房4家、养老院3家和残疾人帮扶中心3家。
上索恩省中心医院（Centre Hospitalier de la Haute-Saône）在吕尔设有一个分院，是当地规模最大的公立综合性医院。

### 住房
2015年，吕尔境内共有各类住房4,329套，其中87%为常住房屋。集中式居民区主要分布在市区东部，总数不超过10栋。

### 商业
2017年，吕尔境内共有各类商铺575家，其中餐饮服务类298家。市区东部和东南部建有大型开放式商业街区。

### 体育
2018年，吕尔境内共有1家游泳池、1间健身房、1座综合体育场、6处网球场、2处马术场、2处足球或橄榄球场以及1处篮球或排球场。
吕尔青年体育会（JS Luronnes）是当地的一支地方性足球俱乐部，2019至2020赛季参加省级足球联赛。

### 环境
吕尔的环境事务由其所属的公共社区负责。2017年，吕尔境内共有3家污染企业。

### 治安
2014年，吕尔及附近地区共发生各类案件3,419起，其中盗窃类案件1,945起，经济类案件369起，毒品交易类案件173起。

## 文化

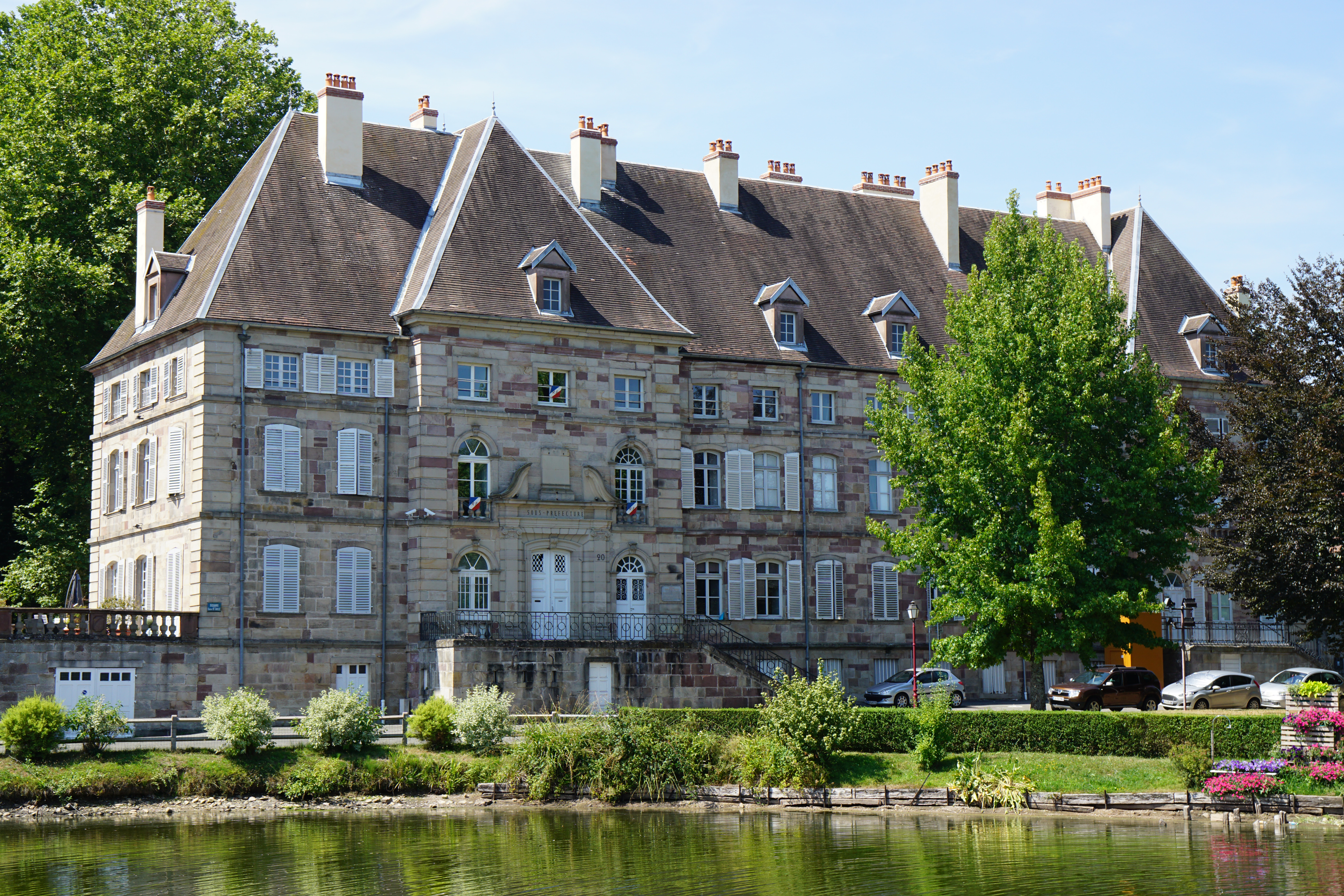
吕尔修道院

2018年，吕尔境内共有1个电影院。

### 建筑
吕尔境内有多处法国国家文物保护单位，其中吕尔修道院为当地的代表性建筑物，现为吕尔区的副省会政府驻地。此外当地还建有普法战争及两次世界大战的纪念碑。

### 旅游
2020年，吕尔境内共有2个宾馆共计46间房间。

### 媒体
法国主要的媒体均可在吕尔接收，法国电视三台下属的勃艮第-弗朗什-孔泰大区频道在部分时段播出吕尔所属区域的地方新闻。

## 相关人物
法国足球运动员罗曼·哈穆马及前中国国家足球队教练艾倫·佩連出生于吕尔。

## 友好城市
截至2020年5月，吕尔共与两座城市互为友好城市关系：
- 德国 阿斯佩格[35]
- 羅馬尼亞 下貝爾泰什蒂鄉